# Kada Kechamli
Kada Kechamli est un footballeur algérien né le 12 janvier 1978 à Oran. Il évoluait au poste de défenseur.

## Palmarès
- Vice-champion d'Algérie en 1997 et 2000 MC Oran.
- Finaliste de la Coupe d'Algérie en 1998 et 2002 avec le MC Oran.
- Finaliste de la Coupe de la Ligue d'Algérie en 2000 avec le MC Oran.
- Finaliste de la Ligue des champions arabes en 2001 avec le MC Oran.
- Vainqueur de la Coupe arabe des vainqueurs de coupe en 1997 et 1998 avec le MC Oran.
- Vainqueur de la Supercoupe arabe en 1999 avec le MC Oran.
- Accession en Ligue 1 en 2009 avec le MC Oran.